# Batalla de Nassau (1776)
La batalla de Nassau (3-4 de marzo de 1776) fue una batalla naval y un desembarco anfibio por parte de fuerzas estadounidenses en contra del puerto británico de Nasáu en las Bahamas durante la Guerra de Independencia Estadounidense. Es considerada el primer viaje y uno de los primeros enfrentamientos de la recientemente establecida Armada Continental y los Infantes de Marina Continentales, los progenitores de la Armada y el Cuerpo de Marines de Estados Unidos. La batalla también fue el primer desembarco anfibio de los Marines. En ocasiones también es conocida como el Incursión de Nassau.
Partiendo de Cape Henlopen, Delaware, el 17 de febrero de 1776, la flota llegó a las Bahamas el 1 de marzo con el objetivo de capturar la pólvora y las municiones que se sabían estaban almacenadas en el lugar. Dos días después los marines fueron enviados a tierra y capturaron Fuerte Montagu en el extremo este del puerto de Nassau, pero no avanzaron hacia el pueblo, en donde se encontraba guardada la pólvora. Esa noche, el gobernador de Nassau hizo que gran parte de la pólvora sea cargada en barcos que luego zarparon rumbo a St. Augustine. El 4 de marzo, los marines avanzaron y tomaron el control de la ciudad pobremente defendida.
Las fuerzas coloniales se quedaron en Nasáu por dos semanas, y se llevaron consigo todo el resto de la pólvora y municiones que pudieron. La flota regresó a New London, Connecticut a principios de abril, luego de capturar algunos de los barcos de suministro británicos, y luego de fracasar en la captura del HMS Glasgow durante una escaramuza el 6 de abril.

## Antecedentes
Cuando estalló la guerra de Independencia de Estados Unidos en 1775, Lord Dunmore, el gobernador provincial británico de la Colonia de Virginia, con las fuerzas británicas bajo su mando, había trasladado el almacén provincial de armamento y pólvora a la isla de Nueva Providencia en la colonia de las Bahamas para evitar que caigan en manos de la milicia rebelde. Montfort Browne, el gobernador de las Bahamas, fue alerado por el general Thomas Gage en agosto de 1775 que los colonos rebeldes podrían intentar hacerse de estos suministros.
La desesperada falta de pólvora del Ejército Continental llevó al Segundo Congreso Continental a organizar una expedición naval, que tenía como uno de sus objetivos el capturar los suministros militares en Nassau. Aunque las órdenes que emitió el Congreso a Esek Hopkins, el capitán de la flota seleccionada para liderar la expedición, incluían solo instrucciones de patrullaje y asaltos contra objetivos navales británicos en las costas de Virginia y las Carolinas, instrucciones adicionales fueron dadas en a Hopkins en reuniones secretas del Comité Naval de Congreso. Las instrucciones que Hopkins dio al capitán de su flota antes de que parta desde Cabo Henlopen, Delaware, el 17 de febrero de 1776, incluían instrucciones para encontrarse en la Isla Gran Ábaco en las Bahamas.
La flota que Hopkins envió consistía de los buques Alfred, Hornet, Wasp, Fly, Andrew Doria, Cabot, Providence, y Columbus. Además de las tripulaciones, los buques llevaban a 200 marines bajo el mando de Samuel Nicholas. Pese a los vendavales, la flota se mantuvo junta por dos días, luego de los cuales Fly y Hornet se vieron separados. Hornet se vio obligado a regresar a puerto para someterse a reparaciones, y Fly eventualmente alcanzó a la flota en Nassau, luego de que la incursión se llevara a cabo. Hopkins no dejó que la aparente pérdida de dos barcos lo disuadieran; el contaba con información de inteligencia de que gran parte de la flota británica estaba en puerto debido a los fuertes vientos.

## Preludio
El Gobernador Browne recibió más información de inteligencia a finales de febrero de que una flota rebelde se estaba juntando cerca de la costa de Delaware, pero aparentemente no realizó ningún preparativo significativo para defenderse. El puerto de Nueva Providencia tenía dos defensas principales, Fuerte Nassau y Fuerte Montagu. Fuerte Nassau estaba ubicado en Nassau, pero estaba en una ubicación poco adecuada para la defensa del puerto contra ataques anfibios, y sus paredes no eran lo suficientemente fuertes como para soportar los disparos de su cañón 46. Debido a esto, el Fuerte Montagu había sido construido en 1742 en el extremo oriental del puerto, comandando su entrada. Cuando se realizó la incursión, estaba fortificado con 17 cañones, aunque gran parte de la pólvora y los proyectiles estaban en el Fuerte Nassau.
La flota llegó a la Isla Ábaco el 1 de marzo de 1776. La fuerza capturó dos balandras de lealistas, uno de ellos siendo el Capitán Gideon Lowe del Cayo Tortuga Verde, y obligaron a sus dueños a servir como pilotos. George Dorsett, un capitán de un barco local se escapó de Ábaco y alertó al Gobernador Browne de la presencia de la flota rebelde. La fuerza de desembarco fue transferida a las dos balandras capturadas y Providence al día siguiente, y se prepararon planes para el asalto. Aunque la flota principal se quedó atrás, los tres barcos que llevaban la fuerza de desembarco entrarían al puerto al amanecer del 3 de marzo, y tomarían control del pueblo antes de que puedan sonar la alarma.
La decisión de desembarcar al amanecer resultó ser un error, ya que la alarma fue sonada en Nassau cuando tres barcos fueron avistados en con la luz del día, despertando al Gobernador Browne. Ordenó que cuatro cañonazos desde el Fuerte Nassau alerten a la milicia; dos de los cañones se desarmaron cuando fueron disparados. A las 7 a. m. tuvo una discusión con Samuel Gambier, uno de sus consejeros, sobre la idea de que la pólvora debía ser sacada de la isla en el Mississippi Packet, barco rápido que estaba anclado en la bahía. Finalmente decidieron no hacerlo, pero Browne ordenó a treinta milicianos desarmados a ocupar el Fuerte Montagu antes de retirarse a su casa para "ponerse un poco decente".

## Batalla

### Desembarco y captura
Cuando los cañones en el Fuerte Nassau fueron escuchados por los atacantes, se dieron cuenta de que el elemento sorpresa se había perdido y abortaron el asalto. Los elementos de la flota se reencontraron en Hanover Sound, a unas seis millas náuticas al este de Nassau. Allí Hopkins llevó a cabo un reunión, y se preparó un nuevo plan de ataque. Según fuentes hoy en día desacrediadas, el teniente de Hopkins, John Paul Jones, sugirió un nuevo punto de desembarco y luego lideró la acción. Jones no conocía las aguas locales, a diferencia de muchos de los capitanes presentes en la reunión. Es más probable que la fuerza de desembarco haya sido liderada por el teniente del Cabot, Thomas Weaver, quién también conocía el área. Con una fuerza reforzada por 50 marineros, los tres barcos, además del Wasp que proveyó fuego de apoyo, la llevaron a un punto al sur y el este del Fuerte Montagu, en donde desembarcaron sin oposición entre las 12 y las 2 p. m.. Este fue el primer desembarco del que eventualmente se convertiría en el Cuerpo de Marines de los Estados Unidos.

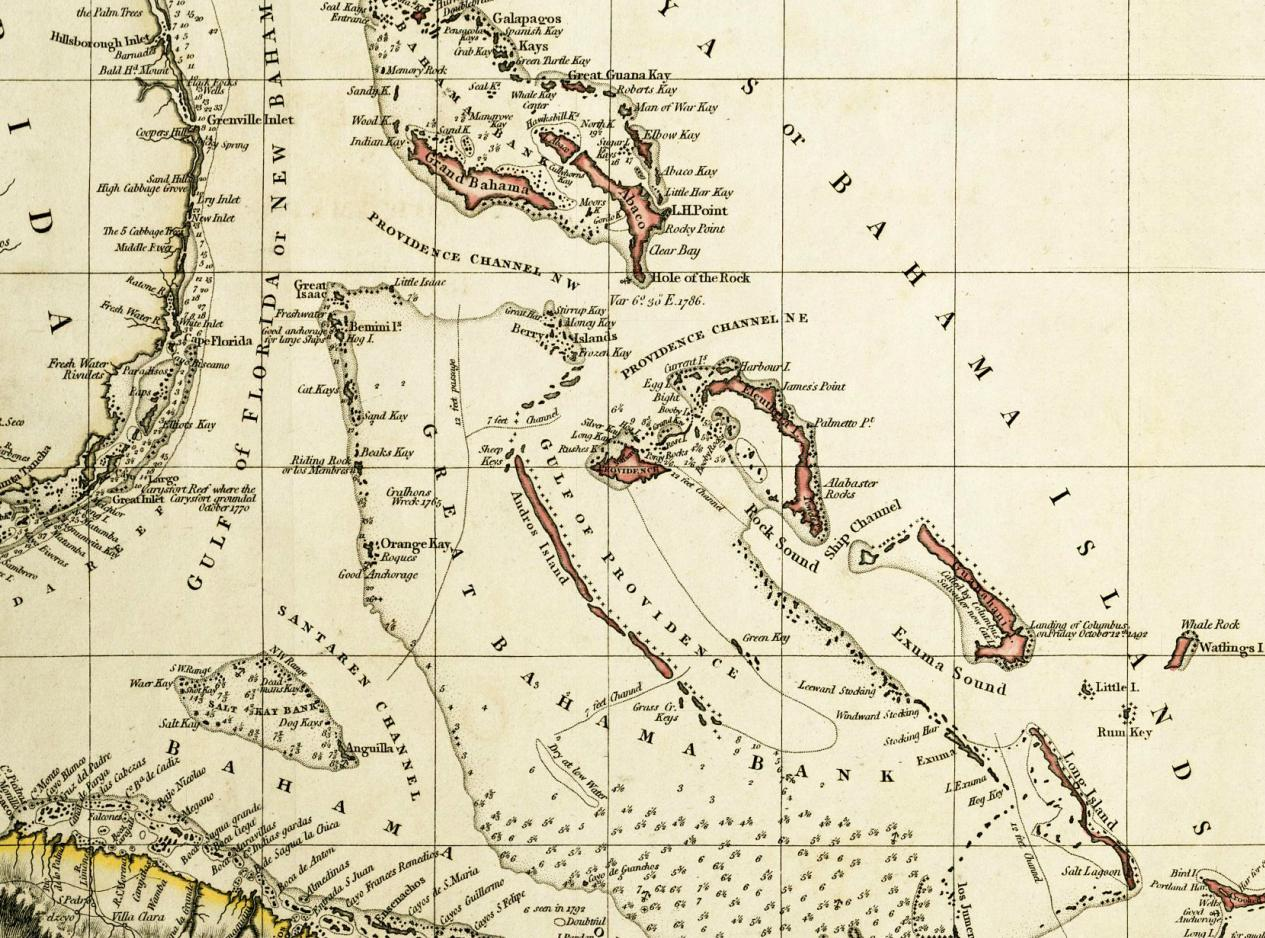
Un mapa de Nassau de 1803; las entradas del puerto están en los dos costados de la Isla Hog, justo al norte de Nassau.

Un Teniente Burke lideró un destacamento desde Fuerte Montagu para investigar la actividad rebelde. Dado que lo superaban ampliamente en número, optó por enviar una bandera de tregua para determinar sus intenciones. A partir de esto descubrió que su objetivo era la pólvora y los almacenes militares. Mientras tanto, el gobernador Browne llegó al Fuerte Montagu con otros ochenta milicianos. Luego de descubrir el tamaño de la fuerza atacante, ordenó que disparen tres de los cañones del fuerte, y se replegó con todos sus hombres a Nassau con la excepción de unos cuantos. El mismo se retiró a su residencia oficial, mientras que la mayoría de los milicianos, en lugar de tratar de defender el lugar, también regresaron a sus casas. Browne envió al teniente Burke para negociar con los rebeldes una segunda vez para "esperar al Comandante del Enemigo para conocer su misión y que explique el desembarco de sus tropas".
Los cañonazos de Montagu habían dado a Nichols un momento de preocupación, pero sus hombres habían ocupado el fuerte, y él estaba consultando con sus oficiales sobre el siguiente paso a tomar cuando Burke llegó. Amablemente le indicaron a Burke que habían llegado para tomar la pólvora y las armas, y que estaban preparados para asaltar el pueblo. Burke llevó noticias de esto a Browne aproximadamente a las 4 p. m.. En lugar de avanzar más sobre Nassau, Nichols y sus hombres se quedaron en el Fuerte Montagu esa noche. Browne organizó un consejo de guerra esa noche, en el cual se tomó la decisión de sacar la pólvora de la isla. A la media noche, 162 de 200 barriles de pólvora fueron cargados en el Mississippi Packet y el HMS St. John, y a las 2 a. m. salieron del puerto de Nassau rumbo a Saint Augustine. Esto fue posible debido a que Hopkins no había dejado ni un solo barco resguardando las entradas al puerto, dejando a la flota anclada en la seguridad del Hanover Sound.

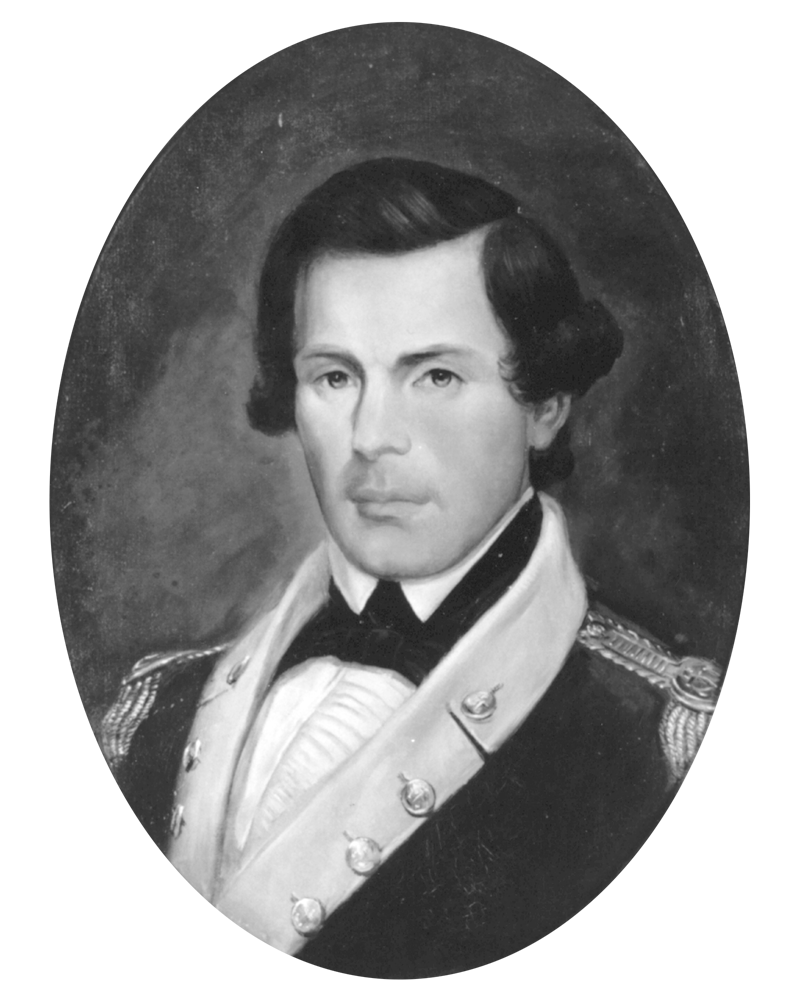
El Capitán Samuel Nicholas

Los infantes de marina ocuparon Nasáu sin resistencia a la mañana siguiente, luego de que un panfleto escrito por el Comodoro Hopkins fue distribuido en todo el pueblo. Fueron encontrados a medio camino por un consejo de los líderes del pueblo, quienes les ofrecieron las llaves del pueblo.

### Viaje de regreso
Hopkins y su flota se quedaron en Nasáu por dos semanas, cargando todo el armamento que pudieron meter en sus barcos, incluyendo los restantes 38 barriles de pólvora. Forzaron al mar a una balandra local, el Endeavour, para llevaron un poco del material. El gobernador Browne se quejó de que los oficiales rebeldes consumieron casi todo su suministro de alcohol durante la ocupación, y también escribió fue llevado encadenado como un "convicto a la galera" cuando fue arrestado y llevado al Alfred.
Durante su estadía en assau, el Fly llegó a la isla. Su capitán reportó que su barco y el Hornet habían atado su jarcias juntos, y que el Hornet había sufrido daños significativos como resultado de ello. El 17 de marzo la flota partió en dirección al Canal de Block Island en Newport, Rhode Island, llevando consigo al Gobernador Browne y a otros como prisioneros. El viaje de regreso transcurrió sin incidentes hasta que la flota llegó a las aguas de Long Island. El 4 de abril encontraron y capturaro al HMS Hawk, y al día siguiente capturaron al Bolton, el cual estaba cargado con suministros que incluían más armamento y pólvora. La flota finalmente encontró resistencia el 6 de abril, cuando se enfrentó al HMS Glasgow, un barco de sexta clase fuertemente armado. En la escaramuza que se dio, el Glasgow, superado en número, logró escapar su captura dañanado seriamente al Cabot en el proceso, hiriendo a su capitán, el hijo de Hopkins, John Burroughs Hopkins, y matando o hiriendo a once otros.

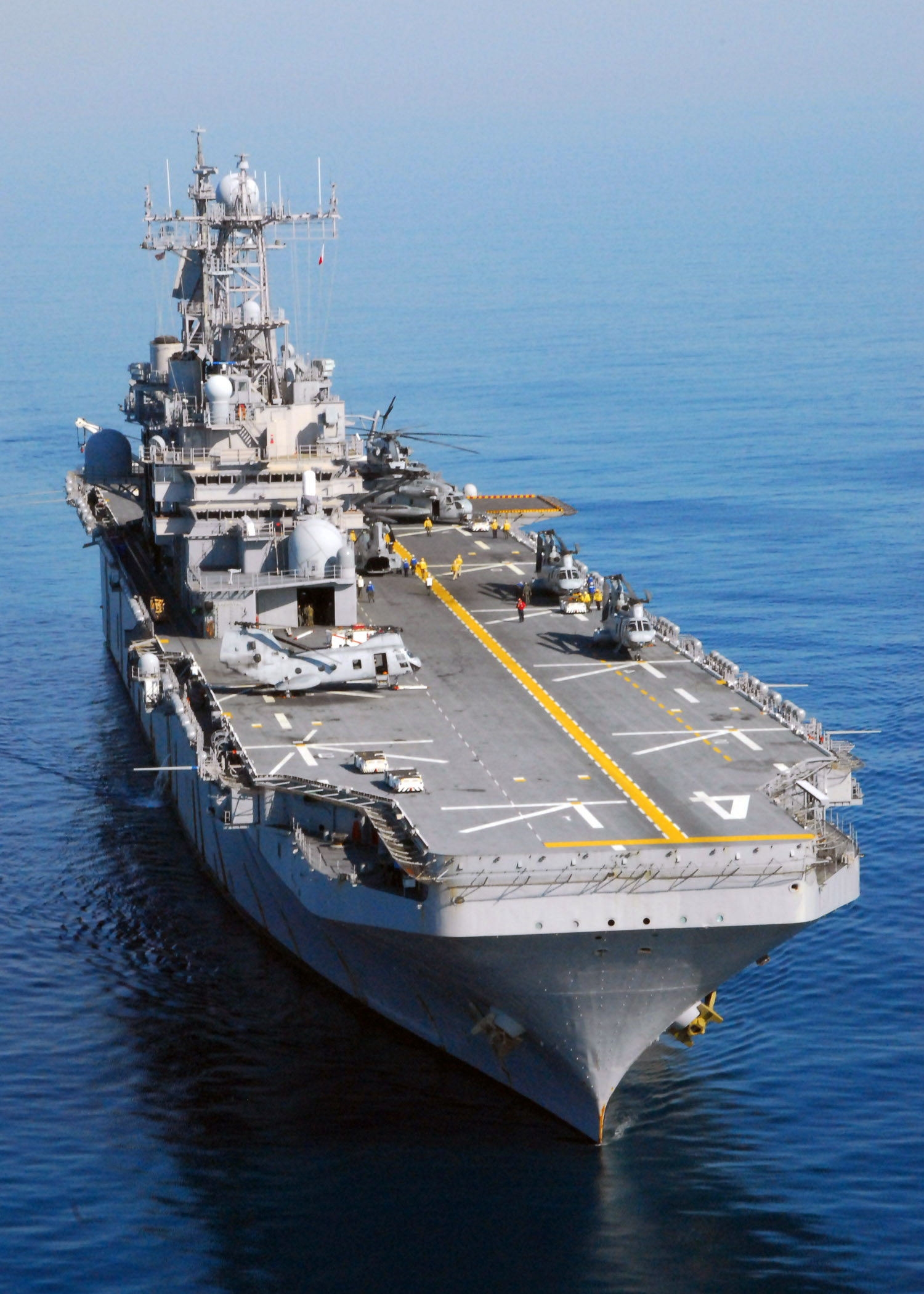
USS Nassau (LHA-4)

La flota llegó al puerto de New London, Connecticut el 8 de abril.

## Consecuencias
Browne finalmente fue intercambiado por el general americano William Alexander, y fue fuertemente criticado por como manejó todo el asunto. Nassau se mantuvo relativamente mal defendido, y nuevamente fue el objeto de una amenaza por parte de rebeldes estadounidense en enero de 1778. Luego fue capturada por fuerzas españolas bajo Bernardo de Gálvez en 1782, y volvió a caer bajo control británico después de la guerra.
Aunque Hopkins fue alabado inicialmente por el éxito en Nassau, el no poder capturar al Glasgow y quejas de su tripulación sobre algunos de sus capitanes llevaron a varias investigaciones y a corte marcial. Como resultado de estas, el capitán del Providencia fue relevado del mando, el cual fue transferido a John Paul Jones. Jones, quién había luchado muy bien durante el encuentro con el Glasgow pese a contar con una tripulación reducida por las enfermedades, luego recibiría la comisión de capitán en la Armada Continental.
La forma en la que el Comodoro Hopkins distribuyó el botín fue criticado, y fue censurado por el Congreso Continental por desobedecer sus órdenes y no patrullar la costa de Virginia. Luego de una serie de acusaciones y tropiezos posteriores, Hopkins fue expulsado de la armada en 1778.
Dos barcos de la Armada de los Estados Unidos han sido bautizados USS Nassau; USS Nassau (LHA-4), un barco de asalto anfibio, fue nombrado específicamente en reconocimiento de esta batalla, mientras que USS Nassau (CVE-16) fue bautizado en honor al Nassau Sound, el cuerpo de agua entre la Florida y las Bahamas.